# 게이세이 히가시나리타선
게이세이 전철 히가시나리타 선(일본어: 京成東成田線)은 게이세이 전철의 철도 노선 가운데 하나이다. 일본 지바현 나리타시에 위치하는 게이세이 나리타 역과 히가시나리타 역을 잇는다.
게이세이 나리타 - 고마이노 신호장 구간은 게이세이 전철 본선과 중복된다.

## 역사
- 1978년 5월 21일: 본선으로서 게이세이 나리타 - 나리타 공항(현재: 히가시나리타) 구간이 개통.
- 1991년 3월 19일:
  - 나리타 공항역을 히가시나리타 역으로 명칭 변경.
  - 나리타 공항역 영업 개시에 따라 (게이세이 나리타 역 ~) 고마노이 신호장 ~ 히가시나리타 역을 히가시나리타 선으로 분리.

## 운행 형태
기본적으로는 게이세이 나리타 역과 시바야마 철도 시바야마 철도선 시바야마치요다 역을 완복 운행한다.
아침이나 저녁 시는 게이세이 전철 본선을 거쳐 게이세이 우에노, 니시마고메, 하네다 공항까지 직결 운행을 한다.

## 차량
- 게이세이 전철 3000계
- 게이세이 전철 3400계
- 게이세이 전철 3500계
- 게이세이 전철 3600계
- 게이세이 전철 3700계

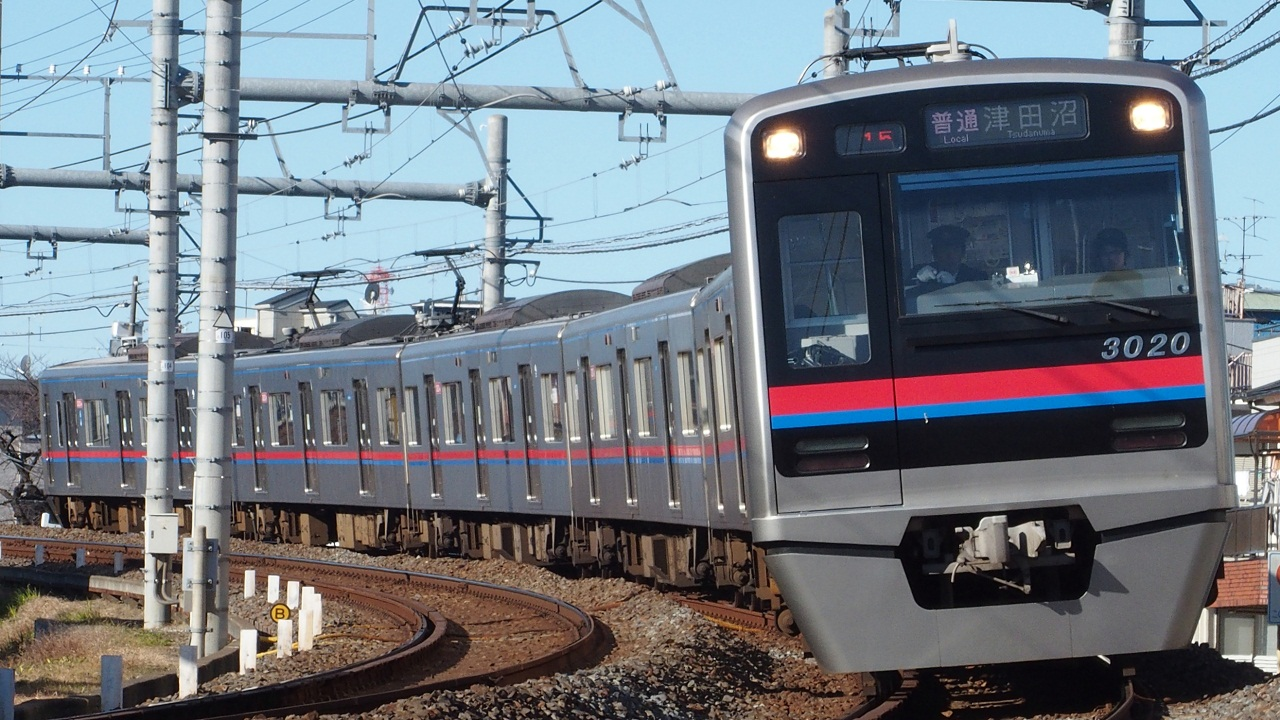
3000계
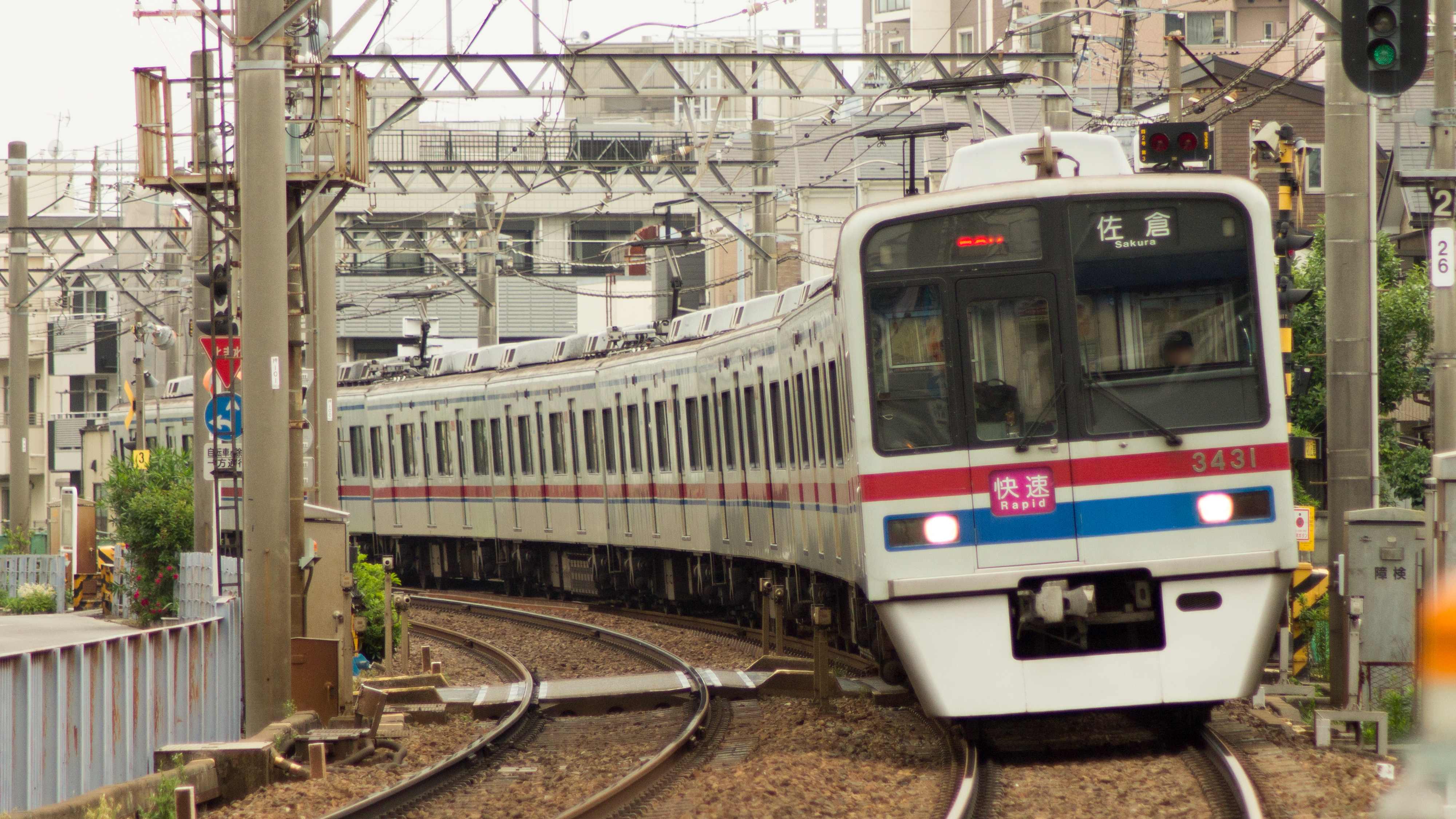
3400계
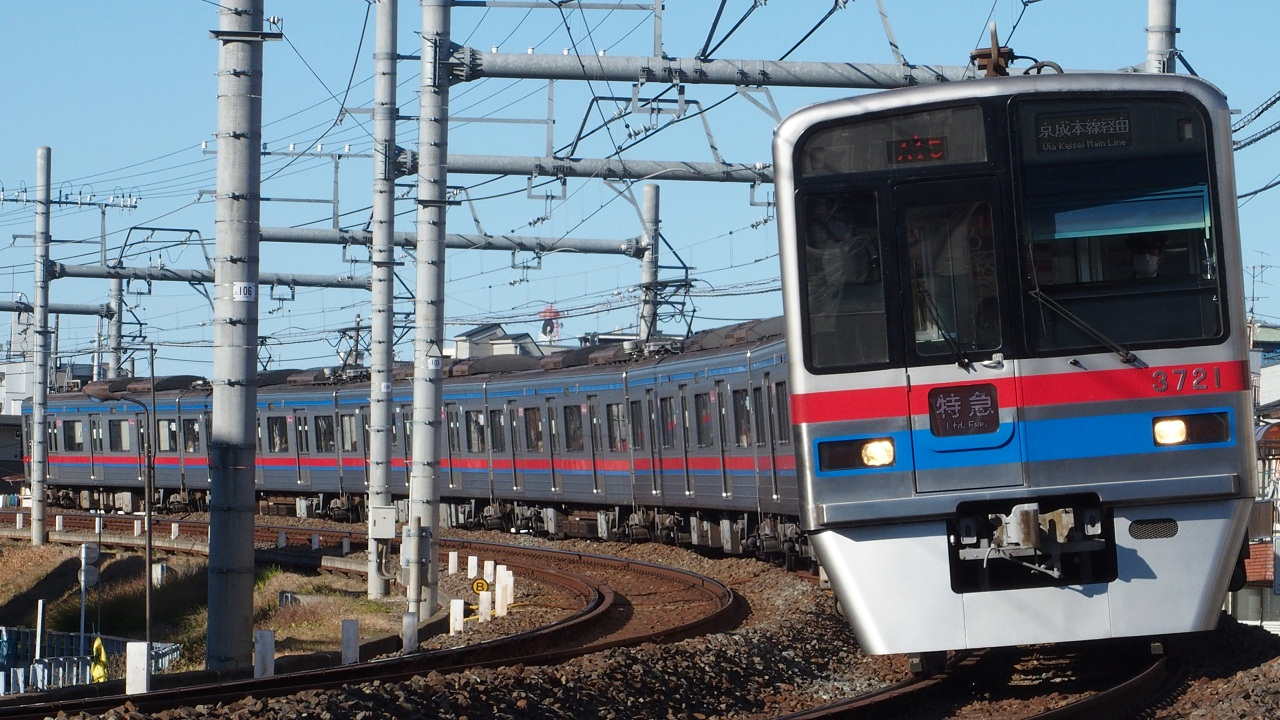
3700계

## 역 목록
| 역 번호 | 역명            | 일어 역명    | 보 통 | 쾌 속 | 통 특 | 특 급 | 쾌 특 | 접속 노선                                        | 역간 거리 | 누적 거리 | 소재지   | 소재지      |
| ------- | --------------- | ------------ | ----- | ----- | ----- | ----- | ----- | ------------------------------------------------ | --------- | --------- | -------- | ----------- |
| KS 40   | 게이세이 나리타 | 京成成田     | ●     | ▼     | ●     | ▼     | ●     | 본선 (KS 40, 직결 운행)                          |           | 0.0       | 지 바 현 | 나 리 타 시 |
|         | 고마이노 신호장 | 駒井野信号場 | │     | ↓     | │     | ↓     | │     |                                                  | 6.0       | 6.0       | 지 바 현 | 나 리 타 시 |
| KS 44   | 히가시나리타    | 東成田       | ●     | ▼     | ●     | ▼     | ●     | 시바야마 철도 시바야마 철도선 (KS 44, 직결 운행) | 1.1       | 7.1       | 지 바 현 | 나 리 타 시 |

- 보통 : 보통 정차역
- 쾌속 : 쾌속 정차역
- 통특 : 통근특급 정차역
- 특급 : 특급 정차역
- 쾌특 : 쾌특 정차역